# Aegialia koreana
Aegialia koreana är en skalbaggsart som beskrevs av Kim 1979. Aegialia koreana ingår i släktet Aegialia och familjen Aegialiidae. Inga underarter finns listade i Catalogue of Life.